# Aenictus hamifer
Aenictus hamifer är en myrart som beskrevs av Carlo Emery 1896. Aenictus hamifer ingår i släktet Aenictus och familjen myror.

## Underarter
Arten delas in i följande underarter:
- A. h. hamifer
- A. h. spinosior